# Liste des oiseaux du Japon
Ceci est une liste des oiseaux endémiques ou quasi-endémiques du Japon.
| Nom                                                | Famille        | Répartition                                               | Statut UICN | Image |
| -------------------------------------------------- | -------------- | --------------------------------------------------------- | ----------- | ----- |
| Accenteur du Japon                                 | Prunellidae    | répandu                                                   |             |       |
| Alouette du Japon *sous-espèce de Alauda arvensis* | Alaudidae      | répandu                                                   |             |       |
| Bécasse d'Amami                                    | Scolopacidae   | îles Amami                                                |             |       |
| Bécassine du Japon                                 | Scolopacidae   | répandu                                                   |             |       |
| Bergeronnette du Japon                             | Motacillidae   | répandu                                                   |             |       |
| Bihoreau goisagi                                   | Ardeidae       | sud                                                       |             |       |
| Bouscarle chanteuse                                | Cettidae       | répandu                                                   |             |       |
| Brève migratrice                                   | Pittidae       | sud                                                       |             |       |
| Bruant du Japon                                    | Emberizidae    | Honshu                                                    |             |       |
| Caille du Japon                                    | Phasianidae    | répandu                                                   |             |       |
| Colombar des Ryu Kyu                               | Columbidae     | archipel Nansei                                           |             |       |
| Épervier du Japon                                  | Accipitridae   | répandu                                                   |             |       |
| Étourneau à joues marron                           | Sturnidae      | nord                                                      |             |       |
| Faisan scintillant                                 | Phasianidae    | répandu                                                   |             |       |
| Faisan versicolore                                 | Phasianidae    | répandu                                                   |             |       |
| Geai de Lidth                                      | Corvidae       | îles Amami                                                |             |       |
| Grive d'Amami                                      | Turdidae       | îles Amami                                                |             |       |
| Grive des Bonin                                    | Turdidae       | archipel d'Ogasawara                                      |             |       |
| Gros-bec masqué                                    | Fringillidae   | répandu                                                   |             |       |
| Grue du Japon                                      | Gruidae        | nord                                                      |             |       |
| Guillemot du Japon                                 | Alcidae        | répandu                                                   |             |       |
| Jaseur du Japon                                    | Bombycillidae  | répandu                                                   |             |       |
| Merle des Izu                                      | Turdidae       | archipel d'Izu & îles Satsunan : Yakushima et îles Tokara |             |       |
| Merle du Japon                                     | Turdidae       | répandu                                                   |             |       |
| Mésange d'Iriomote                                 | Paridae        | Iriomote                                                  |             | -     |
| Mésange d'Owston                                   | Paridae        | archipel d'Izu                                            |             |       |
| Minivet des Ryu Kyu                                | Campephagidae  | Kyushu, Shikoku & archipel Nansei                         |             |       |
| Océanite de Matsudaira                             | Hydrobatidae   | archipel d'Ogasawara                                      |             |       |
| Océanite de Swinhoe                                | Hydrobatidae   | côtes                                                     |             |       |
| Onagadori                                          | Phasianidae    | répandu                                                   | -           |       |
| Petit-duc élégant                                  | Strigidae      | archipel Nansei                                           |             |       |
| Pic awokéra                                        | Picidae        | répandu                                                   |             |       |
| Pic kisuki                                         | Picidae        | répandu                                                   |             |       |
| Pic d'Okinawa                                      | Picidae        | île Okinawa                                               |             |       |
| Pouillot d'Ijima                                   | Phylloscopidae | archipel d'Izu                                            |             |       |
| Pouillot du Japon                                  | Phylloscopidae | répandu                                                   |             |       |
| Puffin de Bannerman                                | Procellariidae | archipel d'Osagawara                                      |             |       |
| Râle d'Okinawa                                     | Rallidae       | île Okinawa                                               |             |       |
| Roselin des Bonin                                  | Fringillidae   | archipel d'Ogasawara                                      |             |       |
| Rossignol akahigé                                  | Muscicapidae   | répandu                                                   |             |       |
| Rossignol komadori                                 | Muscicapidae   | îles Satsunan                                             |             |       |
| Rossignol d'Okinawa                                | Muscicapidae   | archipel d'Okinawa                                        |             |       |
| Tchitrec du Japon                                  | Monarchidae    | répandu                                                   |             |       |
| Tragopan de Cabot                                  | Phasianidae    | sud                                                       |             |       |
| Vanneau à tête grise                               | Charadriidae   | répandu                                                   |             |       |
| Zostérops des Bonin                                | Zosteropidae   | archipel d'Ogasawara                                      |             |       |
| Zostérops du Japon                                 | Zosteropidae   | répandu                                                   |             |       |